# Luxiaria molesta
Luxiaria molesta là một loài bướm đêm trong họ Geometridae.